# Социалдемократическа партия на Корея
Социалдемократическа партия на Корея (на корейски: 조선사회민주당) (СДПК) е политическа партия в Корейската народна демократична република.
Първоначално умерена, социалдемократическата партия е основана на 3 ноември 1945 г. от средни и малки предприемачи, търговци, занаятчии, дребната буржоазия, селяни и християни, с целта за постигане на едно демократично общество.
Партията днес е част от „Демократичния фронт за обединението на Отечеството“, коалиция от политически партии, които управляват страната.

## История
Партията е създадена от Чо Ман-сик на 3 ноември 1945 г. в Пхенян като „Корейска демократическа партия“. Бързо печели подкрепа от християнски бизнесмени и интелектуалци, както и заможни работници, и има около половин милион членове само след няколко седмици. Въпреки това, партията е обвинена за серия от антикомунистически и антисъветски вълнения, и след като Чо се противопоставя на конференцията в Москва през декември (която е подкрепена от комунистите и руснаците), той е арестуван от руснаците и никога не е освободен. Ареста на Чо кара много от лидерите на партията да се преместят в Сеул, където те създават нова централа.
В Северна Корея партията е поета от ново ръководство, начело с комуниста Чое Йонг-гон и впоследствие се присъединява към просъветския „Демократичен фронт за обединение на Отечеството“. Нейните кандидати получават 35 места на изборите през август 1948 г. и 11 през 1957 г. През 1959 г. и 1960 г. всички местни и областни офиси на партията са затворени по правителствени инструкции. През 1980 г. партията приема сегашното си име.
СДПК има 52 места след изборите през 1998 г. и 50 след изборите през 2009 г. Тя запазва същия брой места на изборите през 2014 г.

## Идеология
Теоретично партията се придържа към национална социалдемокрация, а политическия ѝ девиз е „независимост, суверенитет, демокрация, мир и защита на правата на човека“.
Постепенно партията изоставя своята начална идеология и e лоялен партньор на Работническата партия. Тя е част от „Демократичния фронт за обединението на Отечеството“ - коалиция с другата легална партия в КНДР - Чондоистката и нейната доминираща идеология чучхе.